# Govern de Gallieni
Joseph Gallieni va governar el territori de l'Alt Senegal des de l'octubre de 1886, després de la interinitat de Monségur.
L'octubre de 1886 el govern francès va designar comandant superior a un vell conegut de la regió de l'Alt Senegal, el tinent coronel Joseph Gallieni. Els tractats del Congrés de Berlín de 1884 i 1885 havien fet lliure la navegació pel riu i els territoris assignats a cada estat europeu depenien dels tractats amb els reietons indígenes, i calia doncs fer els màxims possibles abans que els fes una altra potència. Joseph Gallieni va prendre possessió el novembre de 1886 de mans de Monségur i immediatament va començar a negociar amb Ahmadou de Kaarta i Ségou per tenir el camp lliure contra Mahmadou Lamine i el seu fill Soybou. També va enviar una ambaixada a Samori Turé dirigida pel capità Péroz

## Segon aixecament de Mahmadou Lamine
Per aquests fets vegeu Mahmadou Lamine.

## Missió del Ouassoulou (Wassulu)
Mentre el capità Péroz havia anat al Bissandougou per negociar amb Samori amb la missió anomenada "del Ouassoulou" (tinent Plat, doctor Fras, 4 spahis i 8 tiradors) amb regals per l'almamy. El fill de Samori, Karamoko, que havia visitat França, a la tornada havia parlat al seu pare sobre el que havia vist fins al punt que Samori va quedar convençut de que mai podria guanyar i estava disposat a acceptar les propostes franceses. Péroz va arribar a mitjan febrer de 1887; les negociacions foren dures, tenses en alguns moments, però finalment el 23 de març de 1887 es va signar el tractat dit de Bissandougou que garantia a França el riu Níger fins a Siguiri i el Tankisso fins al seu naixement, i posava els estats sofes de la riba dreta del riu sota protectorat de França; a més es garantia la llibertat de comerç de França amb l'Ouassoulou (Wassulu). Péroz va retornar aleshores pel Tankisso i pel camí va descobrir les fonts del Bakhoy, posant sota sobirania francesa les províncies del Ménien, del Sakho i del Kolou, al nord de l'alt Tankisso; el tinent Plat va descriure l'itinerari dels països travessats.
A Kayes el tinent coronel Gallieni ja havia rebut la resposta de Ahmadou Tall, en la que aquest manifestava voler la pau amb França. Així doncs la situació estava garantida i ara només calia aprovisionar les posicions disperses franceses al riu Níger, tasca encomanada al comandant Vallière des de Dianou.

## Progrés de Kayes
Als primers mesos de 1887 una nova expedició va establir relacions amb diverses tribus i amb els maures Oulad Mbarek i va retornar per Nyamina a Bamako. El comandant de Kayes, Monségur, va fer una bona tasca a la ciutat; es va crear un hospital, un cementiri, jardins i el barri europeu es va rodejar de factories, despatxos i industries; la vila indígena es va reformar amb carrers rectes i sanejats; es va formar una zona de llibertat anomenada "Gallieni" i es va crear l'escola d'Ostatges on foren enviats els fills dels caps dels estats recentment sotmesos. L'avituallament de Kayes fins a Diamou es feia en tren; després, fins a Badumbé, en piragües pel riu Senegal excepte entre els ràpids de Gouina i de Kalé que es feia en un petit "Decauville" que obligava a carregar i descarregar dues vegades; i de Badumbé a Bamako es transportaven en vehicles de ferro. El comandant superior va fer establir una bona carretera de terra de 5 metres d'ample des d'on acabava el ferrocarril fins a Bamako; els treballs dirigits pel tinent Ambrosini, van avançar ràpids i van arribar a Bafoulabé el febrer de 1887.

## Segona interinitat de Monségur
El 15 de maig de 1887 Gallieni va deixar el comandament interí a Monségur i va marxar cap a França. Monségur fou comandant superior suplent fins a la tornada de Gallieni el novembre. La seva darrera ordre fou al capità Fortin, al que va manar fortificar Bani, nus de les rutes de Gàmbia a Bakel i Kayes, després de saber que Mahmadou Lamine estava reclutant partidaris al Niani
Gallieni va recuperar el comandament a la seva tornada el novembre de 1887. El comerç tornava a estar actiu i s'havien creat escales al Senegal on els comerciants anaven en massa; als mercats es veien productes nois com la mantega de karité i el cautxú. Però altre cop a l'hivern Mahmadou Lamine tornava amb les seves predicacions aixecant la gent al Niani; aviat li van arribar guerrers de totes parts del Niani, del Sandougou i del Saloum; d'altra banda va aturar al governador de la colònia del Senegal amb ofertes de submissió; a finals d'any disposava de 4000 homes entre els quals gent de Toubakouta i els seus talibes que formaven un cos de 1500 homes fanàtics. Sobtadament el marabut va atacar Nétéboutou, capital del Ouli, la va saquejar i cremar i va matar el seu rei Malamine, un dels reis que recentment s'havia posat sota protectorat de França; els habitants foren agafats presoners. Tot seguit va ocupar Macadiacounda, una altra població forte del Ouli; el capità Fortin va enviar reforços manats pel rei de Bundu, Usman Gassi, revoltat contra el rei Amadi Cire Suma però al que França reconeixia. Usman Gassi va derrotar el marabut i el va rebutjar cap a Toubakouta, però tot i així els seus partidaris no paraven d'augmentar; Mahmadou-Lamine planeja envair el Bundu; els caps indígenes del Ouli, amenaçats pel marabut, van reclamar l'ajut francès.

## Tercer aixecament de Mahmadou Lamine
Per aquests fets vegeu Mahmadou Lamine.

## Fort de Siguiri
Mentre el tinent coronel Gallieni va organitzar una columna destinada a crear un fort a Siguiri. Eren 600 km i fins a Niagassola el camí era conegut però després ja no. També calia arranjar el pas del Laoussa més amunt de Bafoulabé, on s'havien de travessar tres marigots successius i una frondosa selva.
La columna es va concentrar a la riba dreta del Galougo, límit del ferrocarril; el tinent Vittu de Kerraoul fou enviat a buscar el camí millor al sud de Niagassola mentre el guàrdia d'artilleria Oswald es cuidava de fer practicable el pas del Laoussa; els telegrafistes també es van avançar per perllongar la línia telegràfica de Niagassola a Siguiri. Oswald va construir tres ponts (anomenats Gallieni, Faidherbe i Desbordes) que permetrien passar el Laoussa i després va obrir un camí ben fet al mig de la seva. El 28 de desembre de 1887 Gallieni va passar el Laoussa sense dificultat i va arribar sense problemes fins 
Niagassola. Allà fou informat d'emissaris de Samori que agitaven el Bouré i altres estats volent impedir l'establiment francès a Siguiri.
Gallieni va dirigir la columna fins al Níger per ocupar els gués de la rodalia de Siguiri i perseguir a les bandes de sofes que poguessin presentar-se i protegir la brigada telegràfica. La columna va seguir i va creuar el Kokoro per un pont penjat iniciativa de Kerraoul. Després de trobar diversos marigots que foren creuats amb dificultat passant per Bougourou, Sétiguia i Balato, va arribar a Siguiri el 23 de gener de 1888. La població estava buida igual que la rodalia havent fugit tothom a la riba dreta del Níger enfront a la població. D'acord al tractat de Bissandougou, Siguiri corresponia a França, ja que estava a la riba esquerra del riu. La manca de població feia que la columna tingués pocs queviures. No obstant els indígenes van anar retornant. Gallieni va elegir un lloc pel fort, un altiplà que dominava Siguiri a uns 800 metres del riu, i van començar els treballs el 25 de gener; el fort fou acabat l'abril amb una muralla de 600 metres per 4 d'altura de forma pentagonal i amb bastions als angles amb un canó en cadascun; prop de les muralles es va establir un "village de liberté" pels refugiats emigrats de la riba dreta del Níger.
Gallieni va deixar al fort al capità Roiffé i 15 canoners, amb provisions per un any, i va retornar a Kayes. Els seus oficials van explorar la regió: Mademba el Bouré i els territoris malinkes a l'oest del Bakhoy (Sakho, Ménien, Bidiga, Goro, Gadougou i Baniakadougou); el tinent Famin va passar per Sétiguia, Goubanko, Kita, Fangalla, i els afluents del Bakhoy fins al Baoulé, i va descobrir el Kénié-Ko. El tinent Reichemberg va estudiar la ruta Siguiri-Bafoulabé per Nabou, la riba dreta del Bafing i Koundian, i va descobrir el riu Koba, afluent del Bafing per l'esquerra; el tinent Rouy, el curs del Kokoro i la part entre Kangaba i Niagassola; el tinent Bonaccorsi el Galougo via Balandougou, Kafoulabé, el Fontofa i el Konkodougou. I el tinent Vittu de Kerraoul va acabar de reconèixer el Falémé i el camí entre l'alt Gàmbia i l'alt Senegal per Tombé, Satadougou, Médina i Gondoho, (capital del país de Dentilia) des d'on va arribar a Kénieba i Tombokané.

## Exploracions encarregades per Gallieni
Gallieni també havia enviar exploradors al Futa Djalon i als territoris al nord del Bélédougou. Al primer va enviar al capità Oberdorf intentant establir el protectorat; una marxa militar de la companyia de tiradors manada per Audéoud tenia per objecte impressionar als naturals del país. Al Bélédougou va enviar al comandant Vallière amb la missió de netejar la zona de bandolers generalment maures que amenaçaven la penetració francesa cap al nord.
Vallière amb dos companyies de tiradors i una companyia de spahis va expulsar els maures de la vall Baoulé, sent ben acollit pels bambares i per la gent del Kodala, del Kaniaga, del Sarana i del Kala; va poder aixecar una carta de tota la regió en especial el curs del Baoulé. Va retornar a Bamako a final de febrer de 1888 i va tornar a marxar per reunir-se amb Gallieni a Siguiri; pel camí va rebre l'orde de castigar a Mambi, el cap de Kangaba, que, per inducció de Samori es va retirar a la tata de Minamba-Farba, a 1500 metres de la riba dreta del riu, incitant als indígenes a resistir als francesos. Vallière el va atacar a Minamba-Farba que fou assaltada però Mambi va poder escapar a temps. Però la derrota va fer refredar les ganes de revolta a la gent de la zona. El comandant Vallière va instal·lar à Kangaba una petita guarnició per reforçar la ruta Bammako-Siguiri, i després va marxar a Siguiri on va arribar el 15 de març de 1888.

## Tercer intent cap a Tombuctú
Gallieni havia ordenat al tinent Caron d'estar llest per anar en vaixell pel riu fins a Tombuctú. Caron era a la drassana de Manambougou, on havia preparat una segona canonera amb material local, que fou batejada com "Le Mage" de 25 metres i 1000 tones de capacitat; però quan va rebre l'ordre del comandant superior el juny de 1887, com que el motor de vapor havia de venir de França i no arribava a temps, va decidir prescindir d'aquest vaixell i anar amb la canonera més un vaixell de càrrega. Al passar per Bamako s'hi van unir el doctor Jouenne i el sotstinent Lefort. Va sortir de Bamako l'1 de juliol de 1887; fins a Diafarabé va trobar bona acollida dels bambares i aigua suficient per navegar; després va penetrar en territori de Macina on governava Ahmad al-Tidjani, nebot d'al-Hadjdj Umar. Ahmad dominava a Macina, Djenné, Guilgodi, Liptako i fins a Safay a 150 km més amunt de Tombuktú. Els peuls, bambares i bobos del seu imperi l'obeïen.
De camí a Macina Caron va enviar una carta al sobirà de Bandiagara demanant permís per passar pels seus territoris, però considerant molt possible un refús, va avançar fins a Mopti per seguir després encara que el permís fou denegat.
Ahmad va convidar als viatgers (4 europeus i 10 indígenes) a visitar la seva capital. Lefort es va quedar a la nau i la resta hi van anar amb una escorta de laptots; Ahmad va refusar signar cap acord, ni tan sols comercial ("Jo soc el porter de Tombuctú i Djenné, preneu la meva porta i tindreu també les altres"). Els expedicionaris van tornar a Mopti i van remuntar fins a Diafarabé amb idea d'utilitzar el marigot de Diaka; aturat per la violència del corrent, va agafar la branca oriental del Níger, va creuar el llac Déboé i el 16 d'agost va arribar a Safay. Els habitants de les ribes es van allunyar per ordre del sobirà (que portava el títol d'emir al-Muminin); dos dies després la flotilla va entrar al marigot de Kabara però l'aigua no permetia la navegació i va embarrancar a Korioumé, ja prop de Tombuctú.
Tombuctú estava en aquest moment sota l'autoritat dels tuaregs Tademeket per mitjà d'un home ambiciós anomenat Rhiaia; feia dos anys que aquest home havia agafat el govern amb el suport dels tuaregs Tademekt dissolen la djemaa o assemblea de comerciants que abans governava la ciutat. Els tuaregs estaven influenciats per Ahmad al-Tidjani (que qualificada encertadament als blancs de conqueridors) i pels maures i no volien a l'expedició francesa i van decidir fer una emboscada per quedar-se amb la canonera. Però Caron va saber el que li esperava i es va poder retirar a Safay i d'allí es van dirigir a Bamako; va estar a punt d'estavellar-se als ràpids de Toudoumforma i al sortir del llac Déboé va patir una violenta turmenta que va tirar el vaixell a la riba; arribades les pluges i sense queviures frescos les malalties van aparèixer; finalment van poder arribar a Diafarabé, posant el Monimpé i el Sarro sota protectorat francès; finalment van poder desembarcar a Manambougou el 6 d'octubre.

## Quart intent a Tombuctú
El novembre de 1887 Rhiaia va enviar una carta a Gallieni en que manifestava que després de reflexionar havia decidit permetre les relacions comercials amb França. Just en aquest moment Ahmad al Tidjani va morir enverinat per instigació del faama de Kaarta i al cap de poc el va succeir Mounirou, un germà d'Ahmadou Tall, que tenia bones relacions amb els francesos. Aprofitant aquestes dues situacions favorables Gallieni va ordenar al tinent de vaixell Davost (que havia retornat i havia succeït a Caron) de marxar a Tombuctú quan el nivell de les aigües ho permetés. Era convenient anar amb dues canoneres però el motor de vapor de la canonera "le Mage" no havia arribat i es va haver de passar amb una segona xalupa. L'octubre de 1888 tot estava a punt per a la partida, però el retard en la sortida el va fer aturar a Samba-Marcalla, prop de Nyamina, en estar baixes les aigües, havent de tornar a Manambougou per passar la hivernada. Desmoralitzat, Davoust va deixar el comandament al seu segon Hourst i va demanar tornar a França, morint de camí a Kita.

## Comunicació amb la Costa d'Ivori
Gallieni també es va preocupar d'unir el territori del riu Níger amb els establiments de Grand-Bassam pel país de Kong. Mancat d'oficials no ho va poder fer i va optar per buscar nous aliats a l'anomenat bucle del Níger on regnava el rei Tieba sobre el Kénédougou i el Canadougou, amb capital a Sikasso; aquest regne tenia al nord el Ségou, al sud-oest el Ouassoulou, però sense uns límits definits, atacat sovint pels seus veïns Madani de Ségou i Samori. El faama de Kenedugu estava disposat a aliar-se amb els francesos contra l'almamy Samori que a mitjan 1887 havia assetjat Sikasso però s'havia hagut de retirar després d'un any de setge a causa de les moltes pèrdues experimentades entre els seus millors guerrers. El juny de 1888 el faama va enviar el seu fill i un nebot a Bamako a signar un tractat amb el capità Septans, comandant de Bamako. Per aquest tractat el Kenedugu quedava sota protectorat francès (18 de juny de 1888)
Una altra exploració encomanada per Gallieni als primers mesos de 1887 fou la del bucle del Níger que va realitzar el tinent Binger (fou tinent fins al seu ascens a capità el 19 de juny de 1888) amb consentiment del sotssecretari d'estat per les colònies, M. de la Porte.
Acompanyat de 12 homes va anar a Bamako, i després al Ouassoulou; va demanar permís de lliure pas a Samori i va arribar al Baoulé. L'almamy estava aleshores ocupat en el setge de Sikasso i va demanar a Binger un ajut de 30 homes. Binger va deixar l'escorta a Bénokhobougoula, prop de Bagoé, i va anar a Sikasso amb l'esperança d'arranjar la pau entre les dues parts (i de pas estudiar les forces de Tieba). Va arribar a Sikasso l'agost de 1887 però va fracassar en una reconciliació. Binger va intentar tornar per anar cap a Kong, però Samori no el volia deixar marxar perquè feia córrer el rumor que era part d'una columna francesa de reforç; finalment però el va deixar marxar. Es va reunir amb els altres i va avançar cap a Tengréla, els habitants de la qual eren lleials al faama de Sikasso. Aquests, considerant al francesos amics de Samori, els van fer fora cap a Tiong i Fourou on va restar un mes tractant de guanyar l'amistat dels sénoufos, la població local i del sobirà de Follona. Després va seguir a Niélé, capçalera de Follona, i havent creuat el Comoé va entrar a Kong, la ciutat més important del bucle (20 de febrer de 1888) sent ben acollit pel rei Karamoko-Oulé; va desmentir ser amic de Samori i que només volia establir relacions comercials
El 12 de març va marxar cap a Bobo-Dioulouaso, a vint dies de marxa cap al nord, mirant de reconèixer una part del curs del Comoé i dels afluents del Volga, arribant a la població (punt de trànsit entre Kong i Djenné), va recórrer el Dafina i el Gourounsi per Ouahabou i Banéma i va arribar a Waghadougou, capital de l'estat mossi on regnava Naba Sanom, favorablement disposat cap als francesos. Però en aquell moment es va saber que una expedició alemanya remuntava des del Togo cap al Volta i llavors el rei va canviar de parer i va fer sortir a Binger, sense donar-li permís (com li havia demanat) d'anar al Liptako per retornar pel Gourma.
Després d'un mes de repòs a Waghadougou, el capità va retornar al Gourounsi que va explorar i va viure durant 18 dies en mig de poblacions hostils, arribant per fi al riu Volta Blanc, a Oual-Oualé, on es va quedar 45 dies per reposar-se d'una malaltia (agost i setembre).
D'allí, a través del Mampursi, el Dagomba i el Gonja, va avançar cap a Salaga, seguint per la riba dreta del Volga i el nord de l'Aixanti i per Kintampo va arribar a Bondoukou. Aquí va saber que el resident de Grand-Bassam, Treich-Laplène, enviat a buscar-lo, havia passat uns dies abans i seguia cap a Kong. Després d'una setmana intent comunicar, va marxar també cap a Kong. Pel camí va saludar a Aminvi, el cap del Gottogo, que uns dies abans havia signat un tractat amb Treich-Laplène, i va examinar uns terrenys aurífers a Samala.
El 15 de gener de 1889 els dos exploradors es van trobar a Kong i van signar un acord amb el rei Karamoko-Oulé, en virtut del qual el rei va acceptar el protectorat francès i va donar facilitats comercials, prometent excloure a altres nacions. Això va assegurar l'enllaç entre els establiments del Níger i els de la costa d'Ivori.
Per la riba dreta del Comé van arribar a Dakhara, capital del Djimini, on van obtenir del rei Demba uns drets similars per no dir iguals; i després també a l'Anno, el sobirà del qual va reconèixer als francesos llibertat de navegació pel Comoé.
No podent ja caminar més, van embarcar en piragua a Attakrou i un mes després foren recollits a Alépé per la canonera "Le Diamant" que els va deixar a Grand-Bassam el 20 de març de 1889. Binger havia fet 4000 km en terres desconegudes.

## Relleu
El 10 de setembre de 1888 Galliene fou rellevat pel comandant Louis Archinard. Vegeu Primer govern d'Achinard